# Реєстр медсестер
Реєстр медсестер або реєстр медичних сестер - це публічний список медичних сестер, які отримали  ліцензію на заняття сестринською справою в США. 
Реєстр веде орган ліцензування, юридично призначений для регулювання підготовки фахівців по професії зареєстрована медсестра ". Кожній медсестрі, після успішного проходження  ліцензійного іспиту,  видається унікальний ідентифікаційний номер.
В США Реєстр Медсестер  є організацією, діяльність якої спрямована на захист інтересів зареєстрованих  медсестер, які отримали освіту в США. Реєстр Медсестер сприяння їхньому професійному розвитку і поліпшенню робочих умов.

## Призначення
Реєстр медсестер призначений для:
- Підвищення рівня знань зареєстрованих медсестер за допомогою безперервного навчання в США і за кордоном;
- Забезпечення правового захисту фахівців; 
- Розширення співпраці з Радами Медсестер.

## Функції
Функції Реєстру Медсестер: 
- Реєстрація та сертифікація зареєстрованих медичних сестер відповідно до критеріїв Рад Медсестер;
- Ведення і зберігання реєстрів зареєстрованих медсестер;
- Незалежна стипендіальна підтримка провідних зареєстрованих медсестер;
- Надання необхідних рекомендацій для відповідних органів влади з підготовки та навчання фахівців; 
- Контроль над дотриманням етичних норм зареєстрованих медсестер.